# Selenaat

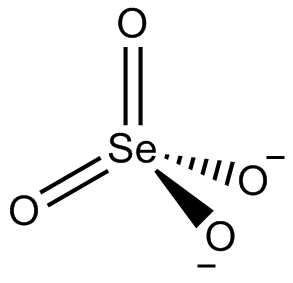
Structuurformule van een selenaat ion

Selenaat is een oxoanion met als formule {\displaystyle {\ce {SeO4^2-}}}. Het ion is chemisch gezien op dezelfde wijze gebouwd als het sulfaat-ion. Zouten met selenaat als anion zijn zeer goed oplosbaar in water.
In tegenstelling tot de sulfaten zijn selenaten goede oxidatoren; ze kunnen gereduceerd worden tot selenieten {\displaystyle {\ce {SeO3^2-}}} niet te verwarren met het mineraal {\displaystyle {\ce {CaSO4}}} seleniet) en seleniden.
Onder sterk zure omstandigheden kan ook het waterstofselenaat-ion, {\displaystyle {\ce {HSeO4^-}}}, worden gevormd.